# Об'єднана енергетична система України
Об'є́днана енергети́чна систе́ма Украї́ни  (ОЕС-У) — сукупність електростанцій, електричних і теплових мереж, інших об'єктів електроенергетики, що об'єднані спільним режимом виробництва, передавання та розподілу електричної й теплової енергії за їхнього централізованого керування.
На 2011 рік, протяжність українських електричних мереж становила понад 1 млн кілометрів повітряних та кабельних ліній електропередавання напругою 6—750 кВ. Спорудження потужних електростанцій обумовило розвиток системоутворювальних мереж — ЛЕП 220, 330, 400, 500 і 750 кВ змінного та 800 кВ постійного струму.
Наявні системоутворювальні електричні мережі об'єднаної енергетичної системи, забезпечують майже у повному обсязі необхідний перерозподіл енергетичних потоків і видачу потужності атомних електростанцій. Лише Рівненська АЕС не могла забезпечити видачу потужностей усіх енергоблоків. Заради цього була споруджена повітряна лінія електропередавання 750 кВ Рівненська АЕС — «Київська» з розширенням підстанції 750 кВ «Київська».
Приблизно 80 відсотків енергетичних підприємств України — станом на 2022 рік, були державними (в промислово-розвинених країнах такі підприємства, зазвичай приватизовані).
З березня 2022 року, ОЕС-У, є частиною європейської енергетичної системи ENTSO-E.

## Регіональні системи
Об'єднана енергетична система (ОЕС), сполучає 8 регіональних електроенергетичних систем— Дніпровську, Донбаську, Західну, Кримську, Південну, Південно-Західну, Північну і Центральну, пов'язаних між собою системоутворювальними та міждержавними високовольтними лініями електропередавання.

### Південно-Західна електроенергетична система[2]
- Оперативно-технологічна зона: Тернопільська область, Вінницька область, Чернівецька область, Хмельницька область
- Площа: 69 000 км²
- Встановлена потужність: 4866,8 МВт.
- Найбільші генерувальні потужності: Хмельницька АЕС, Ладижинська ТЕС, Дністровська ГАЕС, Дністровська ГЕС-1, Дністровська ГЕС-2.
- МГЕС:

| №  | Назва                   | Розташування                                              | Встановлена потужність (кВт) |
| 1  | Ладижинська ГЕС         | Вінницька обл., м. Ладижин                                | 7500                         |
| 2  | Касперівська ГЕС        | Тернопільська обл., Заліщанський р-н., с. Касперівці      | 7500                         |
| 3  | Глибочанська ГЕС        | Вінницька обл., Тростянецький р-н., Глибочок              | 6130                         |
| 4  | Чернятська ГЕС          | Вінницька обл., Бершадський р-н., с. Чернятка             | 1400                         |
| 5  | Сутиська ГЕС            | Вінницька обл., Тиврівський р-н., смт. Сутиски            | 1400                         |
| 6  | Сабарівська ГЕС         | Вінницька обл., м. Вінниця, р-н. Сабарів                  | 1050                         |
| 7  | Сандрацька ГЕС          | Вінницька обл., Хмільницький р-н., с. Широка Гребля       | 640                          |
| 8  | Щедрівська ГЕС          | Хмельницька обл., смт. Летичів                            | 640                          |
| 9  | Мислятинська ГЕС        | Хмельницька обл., Ізяславський р-н., с. Мислятин          | 640                          |
| 10 | Боднарівська ГЕС        | Тернопільська обл., Гусятинський р-н., с. Боднарівка      | 630                          |
| 11 | Новокостянтинівська ГЕС | Хмельницька обл., Летичиківський р-н., с. Новокостянтинів | 525                          |
| 12 | Дмитренківська ГЕС      | Вінницька обл., Тульчинський р-н.                         | 510                          |
| 13 | Скалопільська ГЕС       | Вінницька обл., Чернівецький р-н., с. Скалопіль           | 456                          |
| 14 | Брацлавська ГЕС         | Вінницька обл., Немирівський р-н., смт. Брацлав           | 400                          |
| 15 | Коропецька ГЕС          | Тернопільська обл., Монастирський р-н., с. Велеснів       | 350                          |
| 16 | Коржівська ГЕС          | Хмельницька обл., Старокостянтинівський р-н., с. Коржівка | 320                          |
| 17 | Мартинківська ГЕС       | Хмельницька обл., Городоцький р-н., с. Мартинківці        | 300                          |
| 18 | Великокужелівська ГЕС   | Хмельницька обл., Дунаєвецький р-н., с. Велика Кужелева   | 270                          |
| 19 | Браїлівська ГЕС         | Вінницька обл., Жмеринський р-н., смт. Браїлів            | 262                          |
| 20 | Гальжбіївська ГЕС       | Вінницька обл., Ямпільський р-н., с. Гальжбіївка          | 250                          |
| 21 | Мазурівська ГЕС         | Вінницька обл., Чернівецький р-н., с. Мазурівка           | 200                          |
| 22 | Слобода—Бушанська ГЕС   | Вінницька обл., Ямпільський р-н., с. Слобода-Бушанська    | 200                          |
| 23 | Петрашівська ГЕС        | Вінницька обл., Ямпільський р-н., с. Петрашівка           | 192                          |
| 24 | Білоусівська ГЕС        | Вінницька обл., Тульчинський р-н, с. Білоус               | 88                           |
| 25 | Гутівська ГЕС           | Вінницька обл., Тульчинський р-н., с. Гути                | 60                           |

- Магістральні лінії електропередач: 2196 км.
- Підстанції: 9 шт.
  - потужність 4000 МВА
- Інше: У 2009 році закінчено будівництво повітряної лінії 330 кВ Ладижинська ТЕС — Дністровська ГЕС на Дністровську ГАЕС.

### Західна електроенергетична система[3]
- Оперативно-технологічна зона: Львівська область, Волинська область, Закарпатська область, Рівненська область, Івано-Франківська область
- Площа: 88 700 км2
- Встановлена потужність: 6130 МВт.
- Найбільші генерувальні потужності: Рівненська АЕС, Бурштинська ТЕС, Добротвірська ТЕС, Калуська ТЕЦ, Теребле-Ріцька ГЕС.
- МГЕС:

| №  | Назва             | Розташування                                            | Встановлена потужність (кВт) |
| 1  | Оноківська ГЕС    | Закарпатська обл., Ужгородський р-н., с. Оноківці       | 2650                         |
| 2  | Ужгородська ГЕС   | Закарпатська обл., м. Ужгород                           | 1900                         |
| 3  | Яблуницька ГЕС    | Івано-Франківська обл., Верховинський р-н., с. Яблуниця | 1000                         |
| 4  | Хрінницька ГЕС    | Рівненська обл., Демідовський р-н., с. Хрінники         | 900                          |
| 5  | Краснянська ГЕС   | Закарпатська обл., Тячівський р-н., с. Красна           | 800                          |
| 6  | Снятинська ГЕС    | Івано-Франківська обл., м. Снятин                       | 800                          |
| 7  | Білинська ГЕС     | Закарпатська обл., Рахівський р-н., с. Білин            | 630                          |
| 8  | Явірська ГЕС      | Львівська обл., Турківський р-н., с. Явора              | 450                          |
| 9  | Млинівська ГЕС    | Рівненська обл., смт. Млинів                            | 362                          |
| 10 | Золотолипська ГЕС | Івано-Франківська обл., Тлумацький р-н., с. Золота Липа | 300                          |

- Магістральні лінії електропередач: 3678,91
- Підстанції: 20 шт.
  - потужність 10 800,6 МВА
- Інше: Бурштинський енергоострів

Західна енергосистема України належить до енергосистем, що мають значні профіцитні енергогенерувальні потужності. ЗЕС утворює Бурштинський енергоострів для експорту електроенергії за межі країни: «Острів» працює в єдиній енергосистемі Європейського Союзу. Його утворює Бурштинська електростанція разом з прилеглою до неї електромережею та власними споживачами електроенергії в межах Закарпатської і частково Івано-Франківської та Львівської областей і охоплює територію площею 27 тис. км² з населенням близько 3 млн чоловік.
Покриття навантаження споживачів «острова» здійснюється, крім Бурштинської ТЕС, Калуською теплоелектроцентраллю і Теребля-Ріцькою гідроелектростанцією (Закарпатська обл.), загальна наявна генерація яких оцінюється в 1950 МВт.
В «острові» створені електричні зв'язки з країнами колишнього UCTE, а також з Румунією на напрузі 220, 400 і 750 кВ, а саме:
- з угорською енергосистемою: одна ЛЕП 750 кВ, одна ЛЕП 400 кВ, дві ЛЕП 220 кВ;
- зі словацькою енергосистемою: одна ЛЕП 400 кВ;
- з румунською енергосистемою: одна ЛЕП 400 кВ.

Крім того в Західній електроенергосистемі Добротвірська ТЕС — залучена для постачання електроенергії в Польщу.

### Центральна електроенергетична система[4]
- Оперативно-технологічна зона: Київська область, Чернігівська область, Житомирська область, Черкаська область
- Площа: 111 600 км²
- Встановлена потужність: 4500 МВт.
- Найбільші генерувальні потужності: Трипільська ТЕС, Київська ТЕЦ-5, Київська ТЕЦ-6, Київська ГЕС, Канівська ГЕС, Черкаська ТЕЦ
- МГЕС:

| №  | Назва                       | Розташування                                              | Встановлена потужність (кВт) |
| 1  | Стеблівська ГЕС             | Черкаська обл., Корсунь-Шевченківський р-н., смт. Стеблів | 2850                         |
| 2  | Корсунь-Шевченківська ГЕС   | Черкаська обл., м. Корсунь-Шевченківський                 | 1600                         |
| 3  | Богуславська ГЕС            | Київська обл., м. Богуслав                                | 950                          |
| 4  | Пединківська ГЕС            | Житомирська обл., Любарський р-н., с. Пединки             | 600                          |
| 5  | Дибинецька ГЕС              | Київська обл., Богуславський р-н., с. Дибинці             | 600                          |
| 6  | Миропільська ГЕС            | Житомирська обл., м. Миропіль                             | 500                          |
| 7  | Лоташівська ГЕС             | Черкаська обл., Тальнівський р-н., с. Лоташеве            | 429                          |
| 8  | Гордашівська ГЕС            | Черкаська обл., Тальнівський р-н., с. Гордашівка          | 400                          |
| 9  | Звенигородська ГЕС          | Черкаська обл., м. Звенигородка                           | 396                          |
| 10 | Кривоколінська ГЕС          | Черкаська обл., Тальнівський р-н., с. Криві Коліна        | 324                          |
| 11 | Повчанська ГЕС              | Житомирська обл., Лугинський р-н, с. Повч                 | 320                          |
| 12 | Седнівська ГЕС              | Чернігівська обл., смт. Седнів                            | 235                          |
| 13 | Любарська ГЕС               | Житомирська обл., м. Любар                                | 200                          |
| 14 | Лисянська ГЕС               | Черкаська обл., смт. Лисянка                              | 200                          |
| 15 | Бардівська ГЕС              | Житомирська обл.,                                         | 180                          |
| 16 | Млинищівська ГЕС            | Житомирська обл., Житомирський р-н., с. Млинище           | 180                          |
| 17 | Кам'янобрідська ГЕС         | Черкаська обл., Лисянський р-н., с. Кам'яний Брід         | 165                          |
| 18 | Лопатицька ГЕС              | Житомирська обл., Олевський р-н,, с. Лопатичі             | 160                          |
| 19 | Троянівська ГЕС             | Житомирська обл., Житомирський р-н., с. Троянів           | 150                          |
| 20 | Лугинська ГЕС               | Житомирська обл., смт. Лугини                             | 125                          |
| 21 | Корсунь-Шевченківська ГЕС—2 | Черкаська обл., м. Корсунь-Шевченківський                 | 110                          |

- Магістральні лінії електропередач: 2400 км.
- Підстанції: 13 шт.
  - потужність 5524 МВА
- Інше: Через вивід з експлуатації енергоблоків Чорнобильської атомної електростанції Центральна енергосистема стала дефіцитною з прийманням активної потужності в часи пікових навантажень. 2012 року очікується добудова Магістральні лінії електропередавання 750 кВ від РАЕС до збудованої у 2009 році Київської підстанції № 6.

### Північна електроенергетична система[5]
- Оперативно-технологічна зона: Сумська область, Полтавська область, Харківська область
- Площа: 84 000 км²
- Встановлена потужність: 3398 МВт.
- Найбільші генерувальні потужності: Зміївська ТЕС, Харківська ТЕЦ-5, Кременчуцька ТЕЦ
- МГЕС:

| № | Назва                 | Розташування                                                                 | Встановлена потужність (кВт) |
| 1 | Оскільська ГЕС        | Харківська обл., Ізюмський р-н., с. Оскіл                                    | 3680                         |
| 2 | Шишацька ГЕС          | Полтавська обл., смт. Шишаки                                                 | 550                          |
| 3 | Низівська ГЕС         | Сумська обл., Сумський р-н., с. Низи                                         | 480                          |
| 4 | Кунцівська ГЕС        | Полтавська обл., Новосанжарський р-н., с. Кунцеве Київська обл., м. Богуслав | 400                          |
| 5 | Мало-Ворожбянська ГЕС | Сумська обл., Лебединський р-н., с. Мала Ворожба                             | 350                          |
| 6 | Сухорабівська ГЕС     | Полтавська обл., Решетилівський р-н, с. Сухорабівка                          | 330                          |
| 7 | Михайлівська ГЕС      | Сумська обл., Лебединський р-н., с. Михайлівка                               | 180                          |

- Магістральні ЛЕП: 2192,91 км.
- Підстанції: 14 шт.
  - потужність 7145 МВА

### Донбаська електроенергетична система[6]
- Оперативно-технологічна зона: Донецька область, Луганська область
- Площа: 53 000 км²
- Встановлена потужність: 13 600 МВт (1990 рік).
- Найбільші генерувальні потужності: Вуглегірська ТЕС, Луганська ТЕС, Зуївська ТЕС, Зуївська ТЕС, Курахівська ТЕС, Слов'янська ТЕС, Старобешівська ТЕС
- Магістральні лінії електропередавання: 3 800 км.
- Підстанції: 29 шт.
  - потужність 23330 МВА
- Інше: Споживання електроенергії (нетто) галузями економіки та населенням даного регіону становить близько 34 млрд кВт·год (понад 25 % від споживання електроенергії по Україні).

### Дніпровська електроенергетична система[7]
- Оперативно-технологічна зона: Кіровоградська область, Дніпропетровська область, Запорізька область
- Площа: 83 700 км²
- Встановлена потужність: 17 250 МВт
- Найбільші потужності вироблення електроенергії: Запорізька АЕС, Запорізька ТЕС, Криворізька ТЕС, Придніпровська ТЕС, Дніпровська ГЕС, Кременчуцька ГЕС, Каховська ГЕС
- МГЕС:

| № | Назва                 | Розташування                                              | Встановлена потужність (кВт) |
| 1 | Гайворонська ГЕС      | Кіровоградська обл., м. Гайворон                          | 6180                         |
| 2 | Краснохутірська ГЕС   | Кіровоградська обл., Вільшанський р-н., с. Синюха         | 3585                         |
| 3 | Тернівська ГЕС        | Кіровоградська обл., Новоархангельський р-н., с. Тернівка | 1950                         |
| 4 | Новоархангельська ГЕС | Кіровоградська обл., м. Новоархангельськ                  | 1300                         |

- Магістральні лінії електропередач: 4307,47 км.
- Підстанції: 21 шт.
  - потужність 18 347,11 МВА

### Південна електроенергетична система[8]
- Оперативно-технологічна зона: Херсонська область, Миколаївська область, Одеська область
- Площа: 86 100 км²
- Встановлена потужність: 3900 МВт
- Найбільші виробничі потужності: Південноукраїнська АЕС, Миколаївська ТЕЦ, Одеська ТЕЦ, Херсонська ТЕЦ
- Магістральні ЛЕП: 2420 км.
- Підстанції: 12 шт.
  - потужність 4591,5 МВА
- Інше: 2010 року завершено будівництво ПЛ 330 кВ Аджалик-Усатове-2 з комірками 330 кВ на ПС 330 кВ «Аджалик» та ПС 330 кВ «Усатове» здійснено із залученням коштів Європейського Банку реконструкції та розвитку під гарантії Уряду України. Завдяки своїй значущості цей проект можна вважати інвестиційним проєктом не лише у межах України, а і на загальноєвропейському рівні.

### Кримська електроенергетична система[9]
- Оперативно-технологічна зона: Крим
- Площа: 26 100 км²
- Встановлена потужність: 340,95 МВт
- Найбільші виробничі потужності: СЕС «Перово», СЕС «Охотникове», СЕС «Митяєве», ТЕЦ «Севастопольська», ТЕЦ «Сімферопольська», ВЕС «Сакська»
- Магістральні лінії електропередавання: 1353 км.
- Підстанції: 17 шт.
  - потужність 3432,8 МВА

## Основні віхи створення
- На кінець 1940 року, сукупна потужність електростанцій України становила 2630 МВт, а виробництво електроенергії досягло 12,41 млрд кВт·год. Основою енергетики в Україні були державні районні електростанції, які виробляли понад 85 % електроенергії. Централізація виробництва електроенергії і тепла стала найважливішою і визначальною особливістю розвитку енергетики України.
- Створення 1950-го року у напівзруйнованому Другою Світовою війною Києві, першого в Європі комп'ютера (електронно-обчислювальної машини ЕОМ) та розроблення методу послідовного аналізу варіантів розв’язання задач динамічного програмування (1960), дозволило значно покращити виконання завдань досконалого проєктування протяжних споруд (нафто- і газопроводів, ліній електропередавання).[10]
- У вересні 1962 року було створено Міністерство енергетики та електрифікації України, що зв'язало всі енергосистеми і більшість енергетичних підприємств та установ держави. Утворення окремого міністерства мало велике значення для подальшого становлення енергетики України, яка розвивалася шляхом спорудження великих теплових електростанцій з енергоблоками потужністю 150 ...200 ...300 ...800 тис. кВт, будівництва каскаду ГЕС на Дніпрі, а в 70-х роках — введенням в роботу атомних енергоблоків з реакторами РБМК і ВВЕР (Чорнобильська, Південно-Українська, Запорізька, Рівненська, Хмельницька АЕС). Подальший розвиток електромереж усіх класів напруги від 0,4 до 750 кВ дозволив поєднати всі енергосистеми в єдину потужну енергетичну систему.
- Лініями електропередавання 220—400 кВ, об'єднана енергосистема України з часом була з'єднана з енергосистемами Угорщини, Чехословаччини, Польщі, Румунії, Болгарії і увійшла до складу створеного країнами РЕВ енергооб'єднання «МИР2».
- Наприкінці 80-х років потужність теплових електростанцій становила 37,7 млн кВт, або 80 % потужності всіх електростанцій України, а виробництво електроенергії на них досягало 214,4 млрд кВт·год[11].
- Починаючи з 1991 року та до 1997-го, споживання електроенергії в Україні суттєво знижувалося до значень в 160 млрд кВт·год, що може бути непрямим показником тривалого економічного спаду.
- 1995 року почалося створення Бурштинського енергоострова — енергетичної території навколо Бурштинської теплової електростанції, яка, на відміну від решти української енергосистеми, була приєднана до європейської електромережі. Приєднання відбулося 2002 року. Це дозволило продавати українську електроенергію до Європи.
- 2005 року сталося перше постачання ядерного палива американської компанії Westinghouse на Південноукраїнську АЕС для зменшення залежності від РФ (2018 року західне ядерне паливо почало використовуватися на Південноукраїнській АЕС, а за кілька років і на Запорізькій АЕС).
- Відрізок з 1998 до 2013 року, можна умовно визначити як часи відновлення економіки держави, що проявлялося зростанням споживання електроенергії до 180 млрд кВт·год, але це також було пов'язано з деіндустріалізацією економіки, що вплинуло на режими споживання електричної енергії протягом доби. У цей проміжок часу, попит насичувався навантаженням комерційно-побутового сектора, який був нерівномірним впродовж доби, через що межі добової зміни навантаження зросли з 5000 МВт 2001 року до 7000—8000 МВт у зимові періоди 2012 року. Натомість, швидкість введення маневрових потужностей не відповідала стрімкості приросту змінного розбігу навантажень, що призводило до зростання важливості питань покриття навантажень у вечірні години, та балансування вироблення електроенергії відновлюваними джерелами[12].
- 2015 року Україна припинила купувати природний газ і електроенергію у Російської Федерації, отже від 2016 року газ, за потреби, придбавався лише у країнах Європи.
- 2015 року було ухвалено закон (329-VIII) про ринок природного газу, який впровадив вільне ціноутворення і конкуренцію (змагальність) у цій галузі. Того самого року Національна комісія, що здійснює державне регулювання у підрозділах енергетики та комунальних послуг, почала підвищувати побутові ціни на газ для доведення їх до ринкового рівня. Однак із політичних причин, держава знову штучно обмежувала тарифи.
- Закон України від 04.06.2015 року № 514-VIII щодо створення змагальних умов для виробництва «чистої» енергії, підштовхнув розвиток відновлюваної енергетики[13].
- 2017 року — ухвалено закон (2019-VIII) про ринок електроенергії, який скасував цінове регулювання на цьому ринку[14].
- Улітку 2017 року, представники національної енергетичної компанії «Укренерго» підписали договір про приєднання України до європейської енергосистеми.

«Угода про приєднання української енергетичної системи до ENTSO-E підписана сьогодні в Брюсселі. Попереду багато роботи, але відтепер наша мета на євроінтеграцію закріплена в чіткій угоді з чіткими крайніми строками виконання» — директор з комунікацій «Укренерго». Тодішній глава «Укренерго» пан Ковальчук зазначав, що приєднання разом із впровадженням нового Закону про ринок електроенергії, дасть змогу об'єднати ринки із сусідніми країнами, «дасть справжню конкуренцію, поборе монополії».
- З лютого 2021 року Україна відновила купівлю електроенергії у Російській Федерації, а згодом у Білорусі скасовану з 2015 року. Уряд пояснював таке рішення тодішніми морозами[16] і певними труднощами, які мали атомна та теплова генерація.[17] Цього ж року, Україна відмовилася від зберігання відпрацьованого ядерного палива у Російській Федерації.
- 16 лютого 2022 року, перша віцепрем'єр–міністерка економіки України Юлія Свириденко повідомила, що уже найближчим часом Україна проведе пробу на енергонезалежність: на три дні від'єднається від енергосистем Російської Федерації та Білорусі. «Найближчим часом на Україну чекає знакова подія. Україна проведе тест на свою енергетичну незалежність. Ми на три дні від'єднаємося від енергосистем Росії та Білорусі. Доведемо собі та Європі, що здатні самостійно забезпечувати енергонезалежність», — зазначила вона[18].
- 24 лютого 2022 року, за кілька годин до початку російського вторгнення в Україну, об'єднана енергетична система була від'єднана від енергосистем Росії та Білорусі[19]. Планове відокремлення мало тривати протягом трьох днів з 24 по 26 лютого, але через військову агресію Російської Федерації, було вирішено не проводити повторне під'єднання. Натомість представники Укренерго звернулися до ENTSO-E із запитом про дострокове приєднання до європейської мережі операторів системи передавання електроенергії. 16 березня 2022 року об'єднана енергетична система України офіційно увійшла до ENTSO-E[20].

## Перешкоди
Станом на 2011 рік, до 20 відсотків ліній електропередачі потребували заміни, обладнання 19 відсотків підстанцій відпрацювало власний ресурс, що призводить до значних понаднормативних втрат електроенергії під час її постачання.
Після розв'язання росіянами військових дій на Донбасі, починаючи з осені 2014 року, теплова енергетика України відчувала істотну нестачу вітчизняного вугілля марки «А» (антрацит), який використовується як паливо для енергоблоків ТЕС, що беруть участь у покритті змінних навантажень. Ввезення вугілля з-за кордону, призводило до істотного здорожчання собівартості виробленої електричної енергії, внаслідок того, що вартість вугілля в тарифі вугільної електростанції індексується за цінами міжнародної енергетичної біржі, за так званою формулою «Роттердам +».

## Балансування енергетичної системи

### Бухгалтерський баланс
Енергетичний баланс надає всі дані в загальній одиниці вимірювання енергії. Це дозволяє користувачам бачити загальну кількість використаної енергії і відносний внесок кожного окремого джерела для всієї економіки та для певної окремої галузі споживання. Водночас, він дає змогу користувачам обчислювати різні коефіцієнти перетворення енергії; розробити декілька агрегованих показників (наприклад, споживання на душу населення або на одиницю ВВП); та оцінити викиди діоксиду вуглецю від спалювання палива. Енергетичний баланс також забезпечує можливість унаочнити енергетичну систему за допомогою, наприклад діаграм Sankey.

### Технічне балансування
Згідно з типовим графіком електричного навантаження ОЕС України у зимові місяці помітно те що, наприклад, під час проходження найбільших навантажень у вечірні години зимових періодів на рівні 21,6 ГВт за середньодобової температури по Україні −6,1 °C, покриття енергоспоживання в Об'єднаній енергетичній системі Україна, забезпечують АЕС, ТЕС, ТЕЦ, ГЕС, ГАЕС і навіть поновлювані джерела енергії. Водночас в роботі можуть перебувати до 41 пиловугільних енергоблоків ТЕС генерувальних компаній із загальною потужністю 6,8 ГВт. Атомні електростанції працюють із навантаженням 10,8 ГВт. Уже наступного дня на ранок в покритті ОЕС України 23,7 ГВт були залучені 45 пиловугільних енергоблоків ТЕС ГК потужністю 8,7 ГВт. Отже, довелося увімкнути додатково 4 вугільних енергоблоки.
Такий приріст для покриття ранкового стрімкого пікового навантаження, відзначається додатковими платежами власникам ТЕС, від енергетичного ринку за «маневровість» і «робочу потужність». Згідно з правилами дії енергоринку України, такі платежі різко збільшують єдину гуртову ціну електроенергії, яка згодом закладається в тариф промислових і побутових споживачів. Так в структурі середнього тарифу виробничих компаній ТЕС плати за маневровість, пуск блоку, робочу потужність і відхилення від диспетчерського графіка, становлять майже 40 % від вартості кожної виробленої кВт·год.
Баланс між споживанням і генерацією досягається завдяки зміні навантаження ГЕС і ТЕС, але навантаження ТЕС змінюється обмежено, що зазвичай не перевищує 30 % від встановленої потужності енергоблоку. Залежно від сезону, цей діапазон сумарно в ОЕС України, становить від 1,5 до 2 ГВт. Ще близько 3 ГВт регулювального діапазону дають ГЕС і ГАЕС у разі достатності води і наявності гідроагрегатів в роботі.
Але залишається близько 1,5 ГВт неврівноваженої різниці між піковим і нічним споживанням. Питання доводиться вирішувати за допомогою зупинок на ніч з подальшим пуском вранці, пиловугільних блоків ТЕС. Інколи, кількість таких операцій сягає 15 пусків/зупинок на добу.
Подібне становище може призводити до додаткових витрат газу (мазуту) і вугілля (для забезпечення цих пусків), значного погіршення техніко-економічних показників роботи обладнання, а також до пришвидшення зносу обладнання енергоблоків і зростання кількості  аварійних ремонтів.
Внаслідок втрати потужних споживачів електричної енергії на тимчасово окупованих Російською Федерацією теренах України, останнім часом для збалансування споживання, оператор енергосистеми вимушений маневрувати (зупиняти на ніч і пускати вранці) зокрема пиловугільними енергоблоками 300 МВт, які спроектовані для роботи в базовому режимі і мають дуже обмежений ресурс для пусків.
Висновки:
- Велика частка атомної генерації, робить енергосистему України негнучкою, а стрімке зростання кількості сонячних та вітрових електростанцій лише збільшує потребу в балансуванні. Попри те, що це жваво обговорюють ще з 2018 року, конкурс на зведення нових маневрових потужностей станом на липень 2020 року, не було оголошено, а питання стосовно систем накопичення енергії не закріплено законодавчо. «Українська енергосистема проєктувалася ще за радянських часів зі ставкою на базову атомну генерацію та з розрахунком на значні обсяги експорту до країн Східної Європи», — Всеволод Ковальчук, колишній керівник національного оператора енергосистеми України «НЕК „Укренерго“».[22].
- Майбутні енергетичні системи можуть проходити почергові процеси розвитку, відкидаючи застарілі форми існування, в пошуку найбільш діяльної моделі. До того-ж, поступ можливо відбувається стрибками. Застарілим енергосистемам потрібен наступний виток розвитку — це вливання нових інвестицій і технологій. А держави світу за технології та інвестиції у 21 столітті, змагаються власними юрисдикціями, законодавчими системами. Отже — саме якісне законодавство може забезпечити ухвалення економічно привабливих проєктів, які життєво потрібні для забезпечення сталості енергетичної системи[12].
- Розвиток системи керування навантаженням, що також відоме як керування попитом (англ. DSM) — може допомогти врівноважити (збалансувати) постачання електроенергії в мережі з електричним навантаженням, шляхом зміни власне навантаження, а не вихідної потужності електростанцій. Довідка: через збільшення коливань виробництва електроенергії від фотоелектричних і вітряних електростанцій, керування навантаженням, серед інших заходів, ставатиме все більш важливим[23].

#### Російська навала у 2022 році

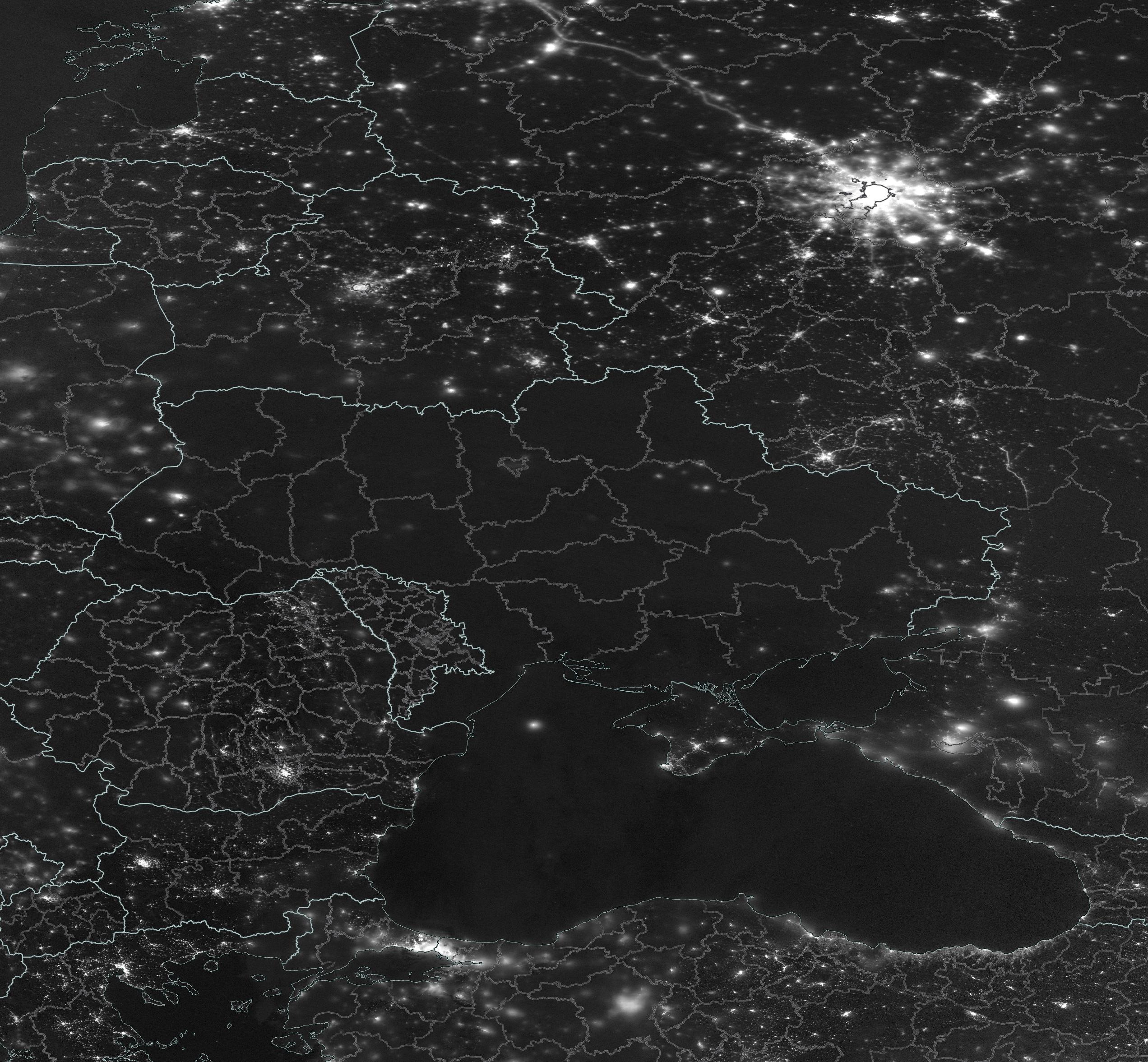
Знімок супутника NASA, 24 листопада 2022 року. Відсутність світла вночі на теренах України після потужного ракетного бомбардування росіянами 23 листопада цивільних енергетичних споруд держави. Аварійне вимкнення електростанцій.

Через розв'язання Російською Федерацією гарячої фази війни проти України та навмисні ракетні обстріли російськими військами з 11 вересня енергетичного устаткування України (вугільних електростанцій, ТЕЦ, гідроелектростанцій, трансформаторних підстанцій, ЛЕП), на початку жовтня 2022 року в українській енергетичній системі сталися збої в електропостачанні. Повторні ракетні обстріли РФ цивільної енергетичної інфраструктури, призвели до аварійних вимкнень електроенергії на переважній частині країни. Вже на початку листопада, на заході України почали застосовувати графіки віялових вимкнень електроенергії, але згодом українським енергетикам вдалося полагодити велику частину обладнання. Подальший ворожий ракетний обстріл 23 листопада — по Україні було випущено приблизно 90 крилатих ракет (72 збито українською ППО), спричинив ще значніше погіршення становища в енергосистемі і аварійного вимкнення напруги майже по всій країні, коли енергетична система України надмірно розбалансувалася і на чималий проміжок (в межах доби) часу, впала. Через загальну нестачу електроенергії у мережі обсягом приблизно в 30 % (зокрема пов'язану із зимовим похолоданням) і нестачу запасного електрообладнання (навіть у світі — особливо силових трансформаторів великої потужності), 29 листопада у «ДТЕК Мережі» що працює у Києві та області, Одесі, на Дніпропетровщині та Донеччині, підтвердили можливе подавання електроенергії споживачам, всього по 5—6 годин на добу.
Після російського вторгнення в Україну, декілька десятків «зелених» сонячних електростанцій (СЕС) потрапили під тимчасову окупацію. Серед них СЕС ТОВ «КД Енерджі 2», ПП «Нацпрод», ТОВ «Відновлювальна Енергія Запоріжжя», ТОВ «Грін Енерджі Токмак» і ТОВ «Грандпауєр ЛЛС», що розташовані у Запорізькій області. За даними, наданими ПрАТ НЕК «Укренерго», з посиланням на обленерго, більшість станцій, що перебувають на тимчасово окупованій території Запорізької області, з 1 липня 2022 року працюють в несинхронному режимі з об'єднаною енергосистемою України. Тобто вони не мають фізичного зв'язку з нею через пошкоджені або вимкнені лінії електропередач. Отож, електроенергія з СЕС що розташовані на землях з тимчасовою окупацією, найімовірніше, не могла потрапити на український ринок і не могла бути продана. Тож, з липня 2023 року розрахунки з «зеленими» станціями, що розміщені на тимчасово окупованих територіях, за електроенергію, вироблену після окупації, призупинені.

## Заходи безпеки
Постійний нагляд за станом безпеки атомних і гідроелектростанцій та належних їм водосховищ, здійснюють Міністерство енергетики та вугільної промисловості України, Державне агентство водних ресурсів України, Державна служба України з надзвичайних ситуацій, Український гідрометеорологічний центр. Щорічно, та за нагальної потреби, вони повідомляють Кабінет Міністрів України, Раду національної безпеки та оборони України, профільні комітети Верховної Ради України щодо стану основних споруд ГЕС та водосховища.
У квітні 2020 року НЕК «Укренерго» запустив продукт «двохвилинний резерв». Він застосовується за диспетчерською командою, яка передбачає можливість «прямої активації», час на виконання якої обмежено двома хвилинами. Цей застосунок є додатковим знаряддям, яке дозволяє швидко реагувати на порушення балансу в енергосистемі, для підтримання її операційної безпеки.